# Tingena honorata
Tingena honorata är en fjärilsart som först beskrevs av Alfred Philpott 1918.  Tingena honorata ingår i släktet Tingena och familjen praktmalar. Inga underarter finns listade i Catalogue of Life.